# Velika pokrajinska loža Hrvatske
Velika pokrajinska loža Hrvatske, izvorno na latinskom Latomia Libertatis sub Corona Hungariae in Provinciam redacta, bila je slobodnozidarska velika loža koja je djelovala od 1775. do 1795. godine u nekoliko Krunskih zemalja tadašnje Habsburške Monarhije. Utemeljio ju je grof Ivan Drašković. Bila je to prva hrvatska velika loža u povijesti.

## Povijest

### Osnivanje masonskih loža
Prvi Hrvati stupaju u slobodno zidarstvo u njemačkim zemljama kada su pojedini ugledni Hrvati postajali članovima njemačkih masonskih loža početkom 1740-ih. Prva hrvatska loža, kao i u ovog dijela Europe, osnovana je na prostoru Vojne krajine, u Glini 1759. godine pod nazivom "Ratno prijateljstvo". Glavnu ulogu kod utemeljenja imao je grof Ivan VIII. Drašković, koji je nešto kasnije, 1768. godine, izabran za prvoga poznatog starješinu Lože. U Varaždinu je 1772. godine utemeljena Loža "Savršeni savez". Godine 1774. loža je promijenila ime i postala loža "Sloboda", da bi godine 1781. ponovno promijenila ime u "Dobar savjet".
U Zagrebu je 1773. godine utemeljena Loža "Mudrost". Njezin utemeljitelj bio je grof Ivan Drašković uz pomoć berlinske Velike lože "Tri globusa". Iste godine u Osijeku je utemeljena Loža "Budnost". Također, iste godine utemeljena je loža i u Križevcima o kojoj nisu sačuvani nikakvi dokumenti a ne zna joj se ni naziv. Druga varaždinska Loža "Sloboda" utemeljena je 1775. godine.

### Formiranje Velike lože
U Dvorcu Brezovica kraj Zagreba je od 22.–24. lipnja 1775. godine utemeljena je nova Velika pokrajinska loža Hrvatske. Pod njezinom zaštitom su radile glinska, zagrebačka, varaždinska i križevačka loža. Na konferenciji je usvojena Konstitucija i zajednički rituali po tzv. Draškovićevom sustavu. Prihvaćen je sustav s tri stupnja. Nezavisna hrvatska Velika loža utemeljena je na osovi starih dužnosti i podijeljena na dva orijenta: "Ultra Savam" (Ratni savez; Militärische Union) kojem su pripadali Glina i Zagreb te "Cis Savam" (Slobodni savez; Freie Union) kojem su pripadali Varaždin i Križevci. Na čelu Velike lože stoji Veliki majstor, a na čelu svakog okruga zastupnik Velikog majstora (Comendator).

### Djelovanje
U Budimu je 1775. godine utemeljena je Loža "Velikodušnost". Utemeljio ju je grof Ivan Drašković i radila je u okviru njegovog sustava. Prema povijesnim podacima u Draškovićev sustav 1776. godine ušla je i bratislavska Loža "Šutljivost". Časnička Loža "Nepobjediva ruka vojske" je osnovana 1777. godine u Otočcu.
Na trećoj Skupštini Velike pokrajinske lože Hrvatske 17. prosinca 1777. godine usvojeni su novi statuti i rituali, tzv. Draškovićeva opservancija. Skupštinu je sazvao zamjenik Velikog majstora grof Stjepan Niczky, koji je umro za vrijeme trajanja skupštine. Tek 1778. godine godine je konstituirana Velika pokrajinska loža Hrvatske. Veliki majstor postao je grof Ivan Drašković, prvi nadzornik bio je Aleksandar pl. Pastori, drugi nadzornik pukovnik Knežević iz glinske lože u kojoj je bio prvi nadzornik, glavni zastupnik Velikog majstora postao je grof Franjo Szplény, a tajnik lože kapetan Paunsenwien iz budimske lože. U toj godini po Draškovićevom je sustavu radilo devet loža: "Sloboda" u Varaždinu, "Mudrost" u Zagrebu, "Ratno prijateljstvo" u Glini, "Nepobjediva ruka vojske" u Otočcu, "Budnost" u Osijeku, "Velikodušnost" u Budimu, "Šutljivost" u Bratislavi, kao Loža "Zeleni lavovi" u Pragu i Loža "Tri bijela ljiljana" u Temišvaru. Druga varaždinska Loža "Prijateljstvo" nije se priključila Draškovićevom sustavu, već je ostala pod zaštitom Velike državne lože u Berlinu.
Grof Ivan Drašković je 28. veljače 1781. godine sazvao slobodnozidarsku Skupštinu u Pešti na kojoj je prihvaćeno utemeljenje sedam velikih pokrajinskih loža. Tako je nastala i Velika pokrajinska loža za Erdelj, Hrvatsku i Dalmaciju sa sjedištem u Sibiu. Pod njezinom zaštitom radilo je radilo 12 loža. Prvi Kongres slobodnih zidara održan je 22. travnja 1784. godine u Beču. Tu su delegati utemeljili Veliku zemaljsku ložu Austrije, sastavljenu samo od četiri pokrajinske velike lože. Ugarska pokrajinska loža okupila je lože iz Ugarske, Hrvatske, Slavonije i Dalmacije.
U Parizu je od 15. veljače do 26. svibnja 1785. godine radio višemjesečni konvent europskih slobodnih zidara. Na njemu su kao delegati iz austrijskih, ugarskih i hrvatskih loža sudjelovali Dietrichstein, Esterházy, Mátolay, Pállfy, Prevôt i Szápary. Ovaj konvent se po drugi puta sastao od od 8. ožujka do 25. svibnja 1787. godine.

### Gašenje Velike lože
Vođa ugarske jakobinske urote i slobodni zidar Ignjat Martinović, utemeljitelj "Društva reformatora" i "Društva slobode i jednakosti" s kojima je htio sprovesti demokratsku revoluciju i ostvariti federativnu ugarsku republiku po uzoru na Francusku revoluciju, je unićen 23. srpnja 1794. godine. Osumnjičeni su bili i neki hrvatski slobodni zidari. U Pešti, na Krvavom polju, 20. svibnja iste godine smaknuti su urotnici i slobodni zidari Josip Haynoczy, Hrvat Ivan Lacković, Franjo Szentmariaji, grof Szigraj i Ignjat Martinović. Nakon toga je 6. lipnja 1795. godine carskim dekretom Franje II. zabranjeno je slobodno zidarstvo u čitavoj Habsburškoj Monarhiji, a time i u Hrvatskoj. Sve slobodnozidarske lože u Hrvatskoj tada prestaju s radom.

## Ustroj

### Lože
Pod zaštitom ove velike lože radile su:
- Loža "Ratno prijateljstvo" (fran. Loge L'Amitié de la Guerre; njem. Loge Zur Keigsfreundschaft), Glina
- Loža "Savršeni savez" (fran. Loge Union parfaite), Varaždin – kasnije dva puta mijenja naziv: Loža "Sloboda" (njem. Loge Freiheit) te Loža "Dobar savjet" (njem. Loge Zum gutten Rat)
- Loža "Budnost" (lat. Vigilantia; njem. Loge Zur Wachsamkeit), Osijek
- Loža "Mudrost" (lat. Prudentia; njem. Loge Klugheit), Zagreb
- Loža nepoznatog imena, Križevci
- Loža "Velikodušnost" (lat. Ad magnanimitatem; njem. Loge Zur Grossmut; mađa. Nagyszivüseghez), Budim
- Loža "Šutljivost" (lat. Ad taciturnitatis,  njem. Loge Zur Verschwiegenkeit, mađa. Hallgatsághaz), Bratislava
- Loža "Nepobjediva ruka vojske" (fran. Loge L' Invincible aux bras Armés), Otočac
- Loža "Zeleni lavovi", Prag
- Loža "Tri bijela ljiljana", Temišvar

### Obredi
Velika loža je upravljala simboličkim stupnjevima plave lože (učenik, pomoćnik i majstor) i radila je po sljedećim obredima:
- Obred strožeg opsluživanja
- Draškovićeva opservancija – obred je uspostavljen oko 1775. godine.

## Poznati članovi
Neki od poznatih članova ove velike lože bili su::
- Adalbert Adam Barić (1742. – 1813.), pravnik, sveučilišni profesor i spisatelj
- grof Ivan VIII. Drašković (1740. — 1787.), pukovnik
- grof Janko Drašković (1770. – 1856.), političar
- Josip Galjuf (1722. – 1786.), zagrebački biskup
- grof Ignjat Gyulay (1763. – 1831.), austrijski podmaršal, hrvatski ban
- barun Franjo Jelačić (1746. – 1810.), general i podmaršal austrijske carske vojske
- Ignjat Martinović (1755. – 1795.), znanstvenik, filozof, književnik
- grof Antun III. Pejačević (1749. – 1802.), vojni časnik, gospodarstvenik i mecena
- Maksimilijan Vrhovac (1752. – 1827.), zagrebački biskup
- Stefan Stratimirović (1757. – 1836.), pravoslavni episkop, karlovački metropolit
- Nikola Škrlec (1729. – 1799.), pravnik, ekonomist i političar